# ボストンカレッジ・イーグルス

ボストンカレッジ・カラーのACCのロゴ

ボストンカレッジ・イーグルス（英: Boston College Eagles）は、アメリカ合衆国のボストンカレッジのスポーツ競技チーム。NCAAディビジョンI所属。

## 概要
所属している全米大学体育協会（NCAA）のカンファレンスはアイスホッケー以外はアトランティック・コースト・カンファレンス（略称：ACC、Atlantic Coast Conference）。2004年以前はビッグ・イースト・カンファレンスに所属していた。
チームの愛称は鷲（Eagle）。色は金とえび茶色（Gold & Maroon）。マスコットは鷲のボールドウィン（Baldwin）。

## 競技チーム
| 男子スポーツ                            | 女子スポーツ       |
| --------------------------------------- | ------------------ |
| 野球                                    | ソフトボール       |
| バスケットボール                        | バスケットボール   |
| クロスカントリー                        | クロスカントリー   |
| ゴルフ                                  | ゴルフ             |
| アイスホッケー                          | アイスホッケー     |
| フットボール                            | フィールドホッケー |
| サッカー                                | サッカー           |
| 水泳・飛込                              | 水泳・飛込         |
| テニス                                  | テニス             |
| 陸上†                                   | 陸上†              |
|                                         | ラクロス           |
|                                         | ローイング         |
|                                         | バレーボール       |
| 男女混合スポーツ                        |                    |
| フェンシング                            |                    |
| セーリング                              |                    |
| スキー                                  |                    |
| †屋外競技チームと室内競技チームがある。 |                    |

### アメリカンフットボール
フットボールに限りアトランティック・コースト・カンファレンスはディビジョン制を採用している。ボストン・カレッジはアトランティック・ディビジョンに所属。

#### シーズン
カレッジフットボールのレギュラーシーズンは8月の下旬から12月の間に12試合行なわれる。半数の試合がカンファレンス内の相手。カンファレンス外の対戦は、成績を良くするため弱い相手と組む。アトランティック・ディビジョンとコースタル・ディビジョンの首位チームはACCチャンピオンシップ・ゲームで対決し、ACCのチャンピオンが決まる。チャンピオンはボウル・チャンピオンシップ・シリーズに属し権威のある5つのボウル・ゲームのどれかに参加。カンファレンスのチャンピオン以外のチームでもレギュラーシーズンで6勝以上すると、12月の中旬から1月の上旬に行なわれる33個の内のボウル・ゲームに参加する資格を得る。ボウル・ゲームの参加はスポンサーから、勝利数と観客数を考慮に招待によって決まる。

#### 歴史
1864年に始まり、大学の一番古いスポーツチーム。初期は、同じくイエズス会のホーリークロス大学（University of the Holy Cross）相手の試合が北東部で最も観客を引くスポーツイベントの一つだった。
1940年に11勝0敗。学歴唯一の全米優勝を成し遂げた。二年以上負けていなかった22試合連勝中のジョージタウン大学に逆転勝ちしたのが歴史的。
1980年代はフルーティ時代とも呼ばれる。ダグ・フルーティ（Doug Flutie）は学歴で最もよく知られている選手で、全国でも有名。彼一人が大学名を全米に広げたと言っても決して大げさではない。1984年11月23日、とても高い視聴率で全米放送だった、前年に全米優勝したマイアミ大学相手の試合が最も有名。マイアミ大学が試合の終わりの頃に45－41と逆転すると、フルーティが最後のパスをつなげ、ボストン・カレッジは逆転勝ち。シーズン後、フルーティは、カレッジフットボール全米最優秀選手に与えられるハイズマン賞を受賞。このパス一本によって、ボストン・カレッジ自体、地元大学から全国規模の大学となる。
1986年以来ホーリークロス大学相手の試合は無くなったが、現代は代わりに、これもイエズス会系列でアメフト名門校のノートルダム大学（Notre Dame University）が一番のライバル。ただ、ボストン・カレッジが6年中5年勝ったため2005年以来ノートルダムが対戦を一時中断したが、2007年からもう3年対戦する事が決まっている。2008年現在、ボストン・カレッジはノートルダム相手に6連勝。
2005年のアトランティック・コースト・カンファレンスへの移籍により、毎年マイアミ大学、バージニア工科大学、バージニア大学、ジョージア工科大学、クレムゾン大学、フロリダ州立大学 など南部に集中しているアメフト強豪大学と対戦する。マイアミ大学とバージニア工科大学はビッグ・イースト・カンファレンスの時代からのライバル。

#### 近年の成績
オブライアン監督時代ではだいたい順位がつく25位以内に入っていたが、強豪プログラムとはいえなかった。「期待したいほどは強いが、期待されるほどは強くない」というところである。中途半端な強さの証拠に、ポストシーズンであるボウル・ゲームには12年連続参加、2000年から2009年に負けるまで8連勝していたがすべて二流ボウル・ゲーム。はっきり言ってどうでもよいボウル・ゲームにしか招待されないのは、いまいちの成績だけでなくボウル・ゲームを観戦しに足を運ばないファンのせいもある（ボウル・ゲームには観客数も考慮されて招待されるため）。
2006年のシーズン終了直後、10年間指揮を執っていたオブライアン監督がアトランティック・コースト・カンファレンス内のライバルであるノースカロライナ州立大学の監督に就任。次期監督に選ばれたのはNFLグリーンベイ・パッカーズのジェフ・ジャガジンズキー攻撃コーチ。90年代の後半にボストン・カレッジの攻撃コーチも務めた。
2007-08年のシーズンは1940年ぶりに11勝(3敗)し、一時は初の全米2位の順位を得た上、クオーターバックのマットライアンがハイズマン賞候補の名に挙った。アトランティック・コースト・カンファレンス優勝戦ではバージニア工科大学敗れたが、ボールゲームではミシガン州立大学を破り、ボールゲーム8連勝を果たした。2009年は、前年のマットライアンの卒業で苦闘が予測されたが、レギュラーシーズンを4連勝、通算9勝で終え2年連続アトランティック・コースト・カンファレンス優勝戦に出場。しかし、優勝戦で前年同様バージニア工科大学に敗北後、26年ぶりにボールゲーム出場のヴァンダービルト大学に54年ぶりの勝利を許すなど、ポストシーズンは芳しくなかった。
さらに2年後、ジャガジンズキー監督が体育局長の警告にもかかわらずニューヨーク・ジェッツのあいている監督ポストの面接を受けたという理由で解任。二年連続カンファレンス決勝戦へ出場し、20勝という好成績を収めた監督を解雇にするという大騒動の早期処理を望んだ体育局長は、後任に12年間ボストン・カレッジのコーチングスタッフの一員だったフランク・スパジアニ守備コーチを指名。監督に忠誠感を求めたという意味では予想通りの任命であったが、成績は低迷し、2012年に2勝10敗という史上最悪の成績を残した後、解任。
後任のスティービ・アダジオ監督はポストシーズンに参加できるようになるまでチームを回復させたが、勝率50％でカンファレンス内の成績は芳しくなかったため、2019年に解任。後任にジェフ・ハットリーオハイオ大学の守備コーチが指名。
未だ全米トップのプログラムと競えない理由として次が挙げられる。　
1. 米国南部に多い優秀な選手は北東部のボストンを嫌う。アトランティック・コースト・コーストカンファレンスへの移籍によりこれは変わりつつあるかと思われたが、未だその傾向は見られない。
2. 学問レベルが比較的高く、優秀な選手が避けるか入学できない 。そのかわりアメフト選手の卒業率が全米で毎年上位なのは大学の誇り。
3. 懲戒処分が優秀選手といえども厳しい。

#### スタジアム
試合は4万人以上が収容できるアラムナイ・スタジアム（Alumni Stadium）で行われる。試合日は大勢の観客が大学に来るため、前日の夜からキャンパスは全面駐車禁止。大学付近も駐車禁止や一方通行になり大変混雑する。

### バスケットボール

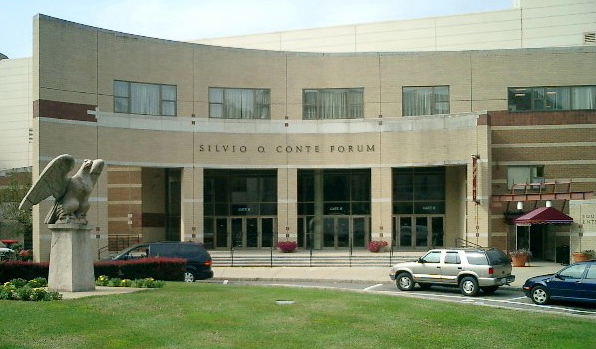
バスケットボールの試合が行なわれるシルビオ・コンティ・フォーラム

最近は男子と女子のチーム両方ともいまいち。2005年にアトランティック・コースト・カンファレンス へ移籍した事で相手は強豪。ノースカロライナ州立大学、デューク大学、マイケル・ジョーダン のノースカロライナ大学など、数々のプロ選手が通ったバスケットボール名門校ぞろいである。

#### シーズン
レギュラーシーズンは、11月の中旬から、3月の上旬。35試合ほどするが、大半がカンファレンス内の対決。カンファレンス外の相手は全勝できるように弱いチームとしかしない。ポストシーズンは2種類。まず、レギュラーシーズンが終わり次第、プレーオフ制のカンファレンス大会が行われる。この大会を優勝すれば、65チームが参加するNCAAバスケットボールトーナメント（NCAA Tournament）の出場が保証される。優勝しなかった場合でも成績に基づいて招待される場合がある。この全米大会は3月に行なわれ、「3月の狂乱」（March Madness）と呼ばれる全米が熱狂するイベント。また、この大会に招待されなくてもNITという二流大会もある。

#### 男子チームの偉績
- ビッグ・イースト・カンファレンス首位5回（1981年、1983年、1997年、2001年、2005年）
- ビッグ・イースト・カンファレンス大会優勝2回（1997年、2001年）
- アトランティック・コースト・カンファレンス大会準優勝（2006年）
- NCAA男子バスケットボールトーナメント準々決勝（いわゆる Elite Eight）進出3回（1967年、1982年、1994年）
- 2004−05年のシーズンを20連勝で始める
- 2005年にチーム歴最高の全米3位を一時達成
- 2005-6年にチーム歴最多の28勝（8敗）

#### 女子チームの偉績
- ビッグ・イースト・カンファレンス大会優勝（2004年）
- NCAA女子バスケットボールトーナメント三回戦（いわゆる Sweet Sixteen）進出3回（2003-04年、2006年）
- 1999-2000年にチーム歴最多の26勝
- 2004年にチーム歴最高の全米14位を達成

#### アリーナ
試合は7,000人入るシルビオ・コンティ・フォーラム（Silvio Conte Forum）で行われる。

### アイスホッケー

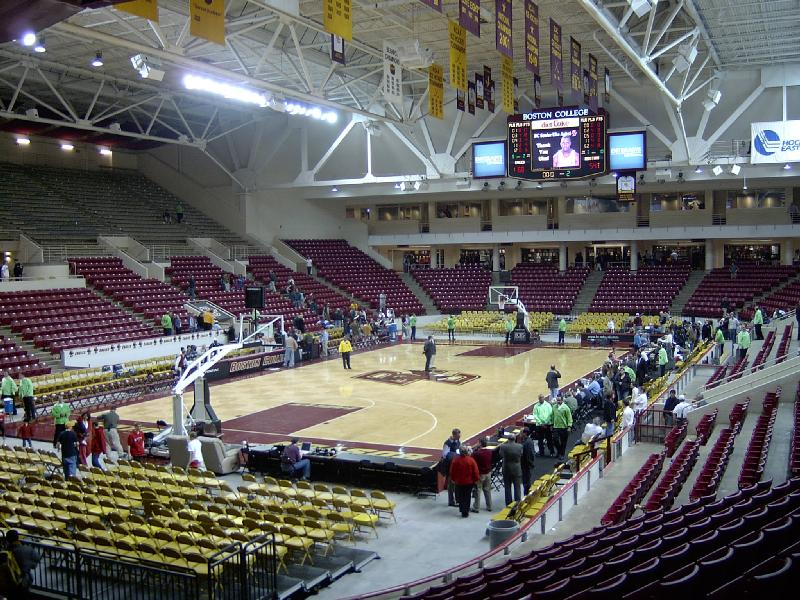
バスケとホッケーが行なわれるコンティー・フォーラム

アイスホッケーはアトランティック・コースト・カンファレンスにはないスポーツなので、男女チームともホッケー・イースト協会（Hockey East）に所属。男子チームは1984年にECAC ホッケーカンファレンスから移籍した。長年のライバルはボストン大学。男子のチームは全米選手権優勝を5回、フローズン・フォー（ベスト4）進出を歴代最多の25回成し遂げた名門チーム。近年は毎年ヨーク監督指揮の下で全米優勝候補。2006年、2007年と2年連続決勝戦敗北後、2008年に悲願の再優勝を達成し、2010年と2012年に再度優勝。
女子のチームは2002年にディヴィジョン I レベルになったばかりで歴史が浅いが、最近は好調。

#### シーズン
レギュラーシーズンは、10月の中旬から3月上旬に40試合ほど行なわれる。ポストシーズンはバスケットボールと同様に2種類。まず、レギュラーシーズンが終わり次第、プレーオフ制のカンファレンス大会が行われる。この大会を優勝すれば、16チームが参加する全米選手権の出場が保証される。優勝しなかった場合でも成績に基づいて招待される場合がある。
また、レギュラーシーズン中にビーンポッド（Beanpot）という、男子は1952年以来、女子は1979年以来、ボストン付近にある大学四校（ボストン・カレッジ、ボストン大学、ハーバード大学、ノースイースターン大学）が集まって行われる大会がある。プレイオフ制でボストン中が注目するイベント。

#### 男子チームの偉績
- 全米優勝4回（1949年、2001年、2008年、2010年、2012年）
- 全米準優勝6回（1965年、1978年、1998年、2000年、2006-07年）
- カンファレンス大会優勝最多の11回（1987年、1990年、1998-99年、2001年、2005年、2007-08年、2010-2012年）
- カンファレンス大会準優勝7回（1985-86年、1989年、2000年、2006年、2017年、2019年）
- カンファレンス首位最多の17回（1985-87年、1989-91年、2001年、2003-05年、2011-2012年、2014年、 2016年ー2018年、2020年）
- ビーンポッド大会優勝20回
- 2000-1年と2011-12年にチーム歴最多の33勝。

カンファレンス情報はホッケー・イーストへの移籍以降。

#### 女子チームの偉績
- 全米準優勝1回（2016年）
- カンファレンス大会優勝3回（2011年、2016−2017年）
- カンファレンス大会準優勝5回（2006年、2009年、2014−2015年、2019年）
- ビーンポッド大会優勝8回（2006-07年、2009年、2011年、2014年、2016−2018年）
- 2017-18年にチーム歴最多の40勝（1敗0分）

#### スタジアム
試合はバスケットボール同様、7,000人が収容できるシルビオ・コンティ・フォーラムで行われる。

### サッカー
ボストン・カレッジではサッカーはマイナースポーツである。

#### シーズン
レギュラーシーズンは8月の下旬から12月の間に20試合弱行なわれる。ポストシーズンは2種類。まず、レギュラーシーズンが終わり次第、プレーオフ制のカンファレンス大会が行われる。この大会を優勝すれば、48チームが参加するNCAAサッカートーナメントの出場が保証される。優勝しなかった場合でも成績に基づいて招待される場合がある。

#### 男子チームの偉績
- ビッグ・イースト・カンファレンス大会優勝3回（1990年、2000年、2002年）
- アトランティック・コースト・カンファレンス大会優勝（2007年）
- アトランティック・コースト・カンファレンス首位（2007年）
- 2002年にチーム歴最多の18勝（5敗）

#### 女子チームの偉績
- ビッグ・イースト・カンファレンス大会準優勝2回（1994年、2003年）
- アトランティック・コースト・カンファレンス首位（2009年）
- 2009年にチーム歴最多の18勝（4敗2分）

#### スタジアム
アラムナイ・スタジアムではなく、ニュートン・キャンパスにあるサッカーフィールドで行なわれる。